# American Museum Novitates
Museo americano Novitates es una revista académica revisada por pares y publicada por el Museo Americano de Historia Natural. Se estableció en 1921. Según los Informes de Cita de la Revista, la revista tiene un factor de impacto 2013 de 1.636.

## Métricas de revista
2022
- Web of Science Group : 1,963
- Índice h de Google Scholar: 39
- Scopus: 1,286